# 得梅因鎮區 (愛荷華州李縣)
得梅因鎮區（英語：Des Moines Township）是位於美國愛荷華州李縣的一個行政鎮區。

## 地方資料
根據2010年美國人口普查的數據，得梅因鎮區的面積為103.51平方千米，當中陸地面積為102.20平方千米，而水域面積為1.31平方千米。當地共有人口721人，而人口密度為每平方千米6.97人。